# ジョウビタキ
ジョウビタキ（尉鶲、常鶲、尉火焚、学名：Phoenicurus auroreus）は、スズメ目・ヒタキ科に分類される小鳥。日本では冬によく見られる渡り鳥である。

## 分布
チベットから中国東北部、沿海州、バイカル湖周辺で繁殖し、非繁殖期は日本、中国南部、インドシナ半島北部への渡りをおこない越冬する。
日本では主に冬鳥として全国に渡来するが近年、国内での繁殖が拡大している。韓国では留鳥。

### 日本での繁殖例
- 1983年 - 北海道大雪山麓で繁殖が確認されている[5]。
- 2010年6月21日 - 日本野鳥の会諏訪の会長が、長野県諏訪郡富士見町の林でジョウビタキの繁殖を確認する[6]。
- 2012年6月3日 - 日本野鳥の会旭川支部長の柳田和美が、北海道上川町町内の空き家の屋根裏で営巣しているジョウビタキの繁殖を確認する。6月8日付の北海道新聞朝刊にヒナにエサを与える親鳥の写真が掲載された[7]。
- 2012年7月25日 - 6月に続き、同じつがいが再び繁殖したのを、柳田和美が、北海道上川町町内で撮影された写真で確認する。8月22日付の北海道新聞朝刊にヒナの写真が掲載された[8]。
- 2013年8月5日 - 大阪府立岸和田高校生物部夏期合宿で兵庫県鉢伏高原のロッジ裏で巣立ちビナを含む家族群を見つけたのが西日本での最初の繁殖例である。
- 2014年6月23日 - 岡山県在住の獣医師（笹野聡美）が、真庭郡新庄村の民家の排気口痕に営巣しているのを発見し、巣立ち直前の雛を確認した。西日本では初認事例として、日本鳥学会誌に掲載された。
- その後岐阜県、鳥取県、八ヶ岳周辺(長野県、山梨県)や浅間山南麓でも繁殖が確認されており、今後国内での繁殖拡大傾向が続くのか注目されている。

### 豊橋総合動植物公園での繁殖
2002年に豊橋総合動植物公園が日本の動物園で最初にジョウビタキの繁殖に成功し、日本動物園水族館協会の繁殖賞を受賞した。ケージ内で縄張りをもち、ペアを形成し抱卵14日目に雛が孵化し、雛6羽中2羽が成育した。

## 形態
体長は13.5-15.5 cm、体重13-20 g。スズメよりわずかに小さい。オスは頭上が白く、目の周りが黒いのが特徴である。メスは頭が淡褐色でオスとは簡単に見分けられる。胸から腹、尾にかけてはオスメスとも橙色をしている。翼は黒褐色だが中ほどに白くて細長い斑点があり、ここで近縁種と区別することができる。

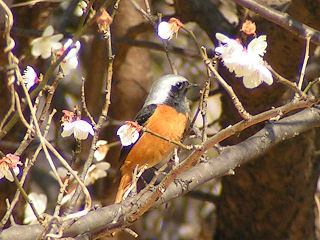
オス
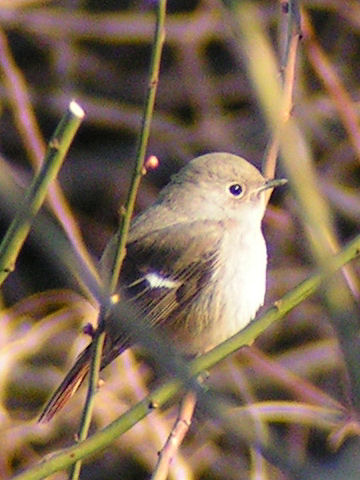
メス
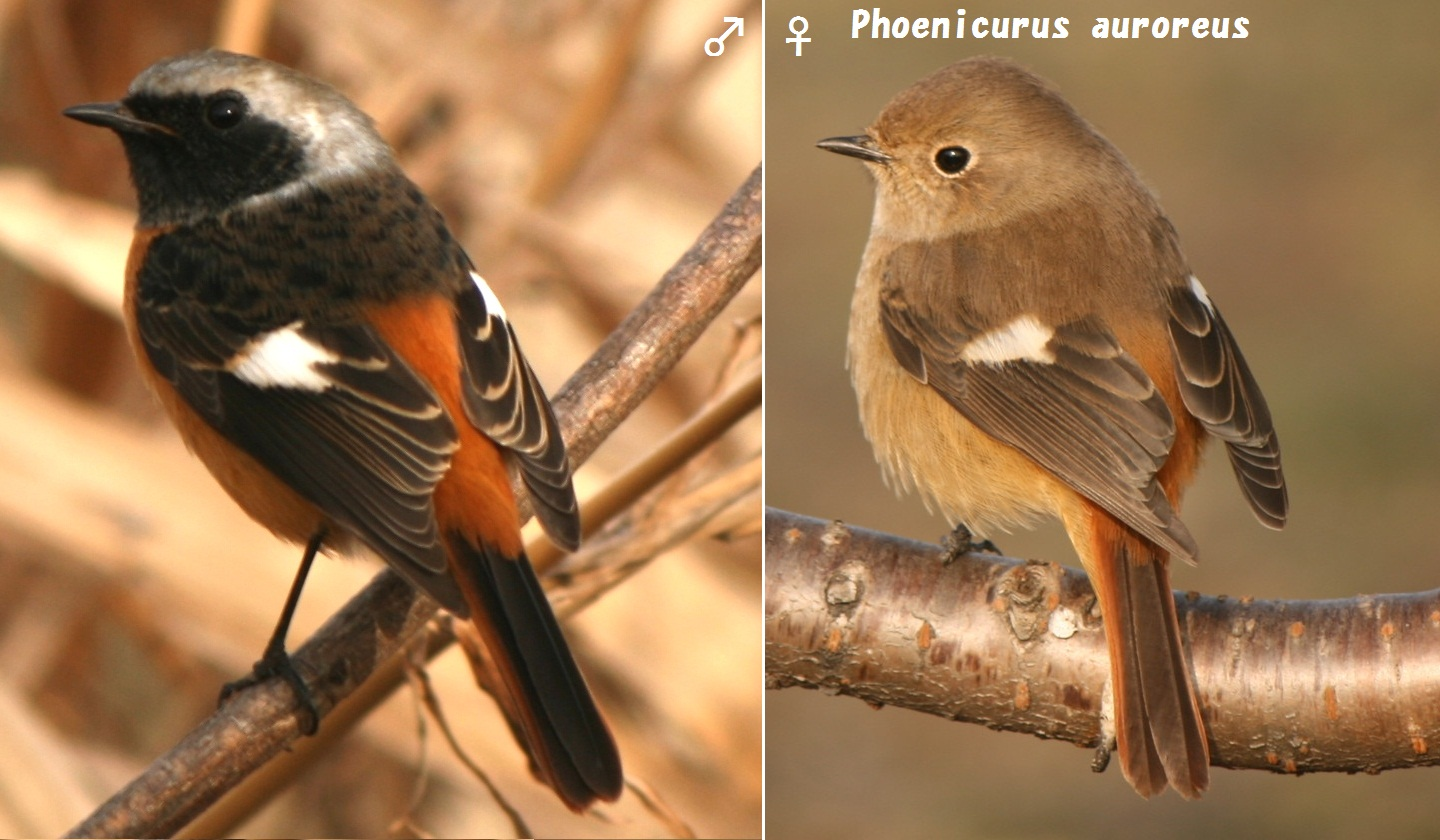
オスとメス

## 生態
平地からの低山の明るく開けた林の中に生息する。冬の日本では人里や都市部の公園などでもよく見られ、身近な冬鳥の一つである。非繁殖期はオスメスともに単独生活を行い、縄張りを作って同種を排斥する習性があり、異性個体や鏡に映った自分の姿にも攻撃を加えるほどである。尾羽を小刻みに上下に振り、おじぎのような姿勢で鳴き声をあげて縄張り争いをする。なお、近縁種のルリビタキも尾羽を振るが、下にしか動かさず、頭を下げる動きもしない。人間に対する警戒心はわりと薄く、3-4 mくらいの所に降り立つこともある。
昆虫類やクモ類などを捕食するが、冬にはピラカンサなどの木の実もよく食べ、ヒサカキなど実をつけた木によく止まっている。
樹洞、崖のくぼみなどに皿状の巣を作る。巣の材料はカップ部に細根、蘚苔類，草本、獣毛、羽毛など。産座に細根、植物繊維、獣毛。外周部に蘚苔類、細根、草本の茎、小枝、木本の葉がそれぞれ使われることが多い。
繁殖形態は卵生。一度に5-7個の卵を産み、主に雌が抱卵する。国内での繁殖は建物の隙間など人工構造物での営巣が多い。
地鳴きは自転車のブレーキ音を短くしたような、あるいは昆虫のカネタタキの鳴き声を大きくしたような声で、「ヒッ」や「キッ」と聞こえる甲高い声と軽い打撃音のような「カッ」という声を組み合わせた特徴的なものである。「ヒッ」の声はかなり遠くまで届く。早朝にも鳴くことが多く、2度「キッ、キッ」、続いて打撃音の「カッ、カッ」がくる。この打撃音が、火を焚くときの火打石を打ち合わせる音に似ていることから、「火焚き（ヒタキ）」の名が付いたとされる。和名のジョウ（尉）は銀髪を意味する。

## 近縁種
クロジョウビタキ
Phoenicurus ochruros (S.G. Gmelin, 1774)
オスは頭部の白い部分が狭く、顔から首、胸、背中まで黒っぽい。メスには特徴的な模様がなく、一様に淡い褐色をしている。中央アジアから南アジアにかけてとヨーロッパに分布する。日本では迷鳥としてたまに記録される。
シロビタイジョウビタキ
Phoenicurus phoenicurus (Linnaeus, 1758)
オスは頭から背中、翼まで灰白色をしている。メスもやはり背中が白っぽい。繁殖域は中央アジアからヨーロッパまでで、冬はアフリカ熱帯域で越冬する。日本では迷鳥として記録されるが、観察記録はクロジョウビタキより少ない。

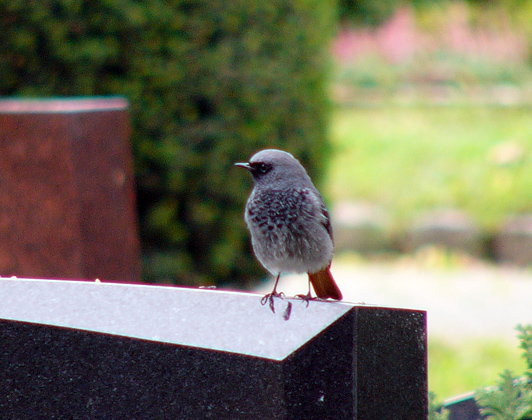
クロジョウビタキのオス
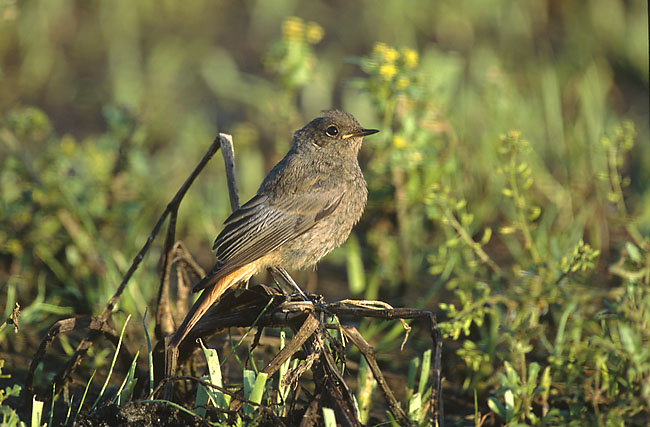
クロジョウビタキのメス
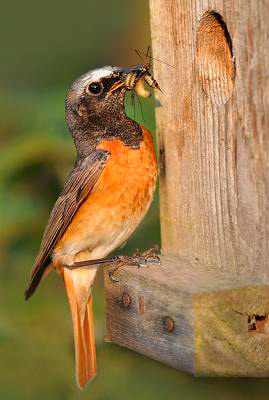
シロビタイジョウビタキのオス
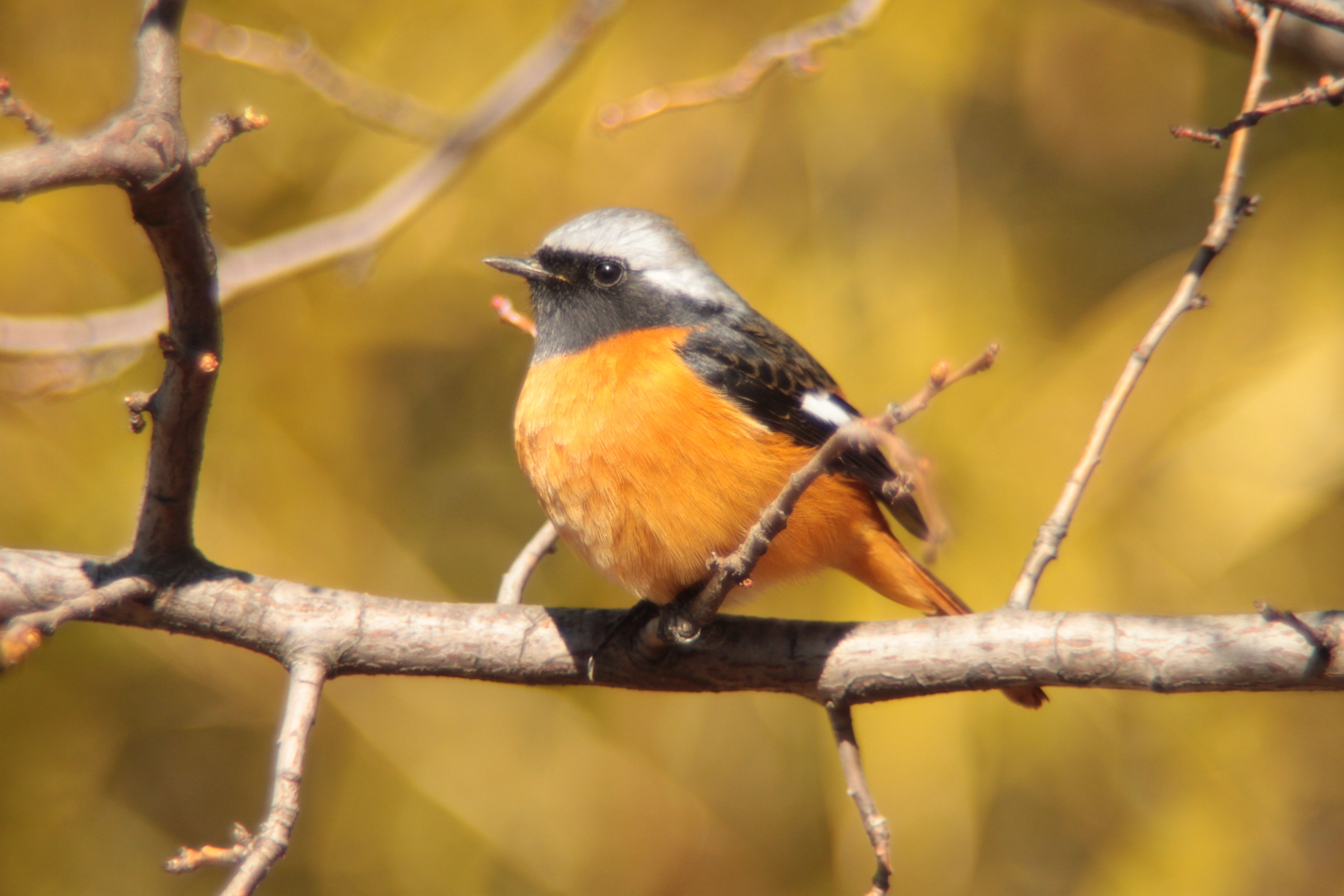
日向ぼっこ中のオス